# 주산선
주산선(중국어 정체자: 舊山線, 병음: Jiù shān xiàn, 한자음: 구산선)은 타이완 먀오리 현 싼이 향의 싼이 역에서 타이중시 허우리 구의 허우리 역에 이르는 타이완 철도 관리국의 철도 노선이다.

## 운행 형태
- 구간차(區間車)

## 차량
- 구간차, 구간쾌차

## 역 목록
| 140 | 싼이   | 三義   | Sanyi      |  |
| 141 | 성싱   | 勝興   | Shengxing  |  |
| --- | 위텅핑 | 魚藤坪 | Yutengping |  |
| 142 | 타이안 | 泰安   | Tai'an     |  |
| 143 | 허우리 | 后里   | Houli      |  |

## 같이 보기
- 타이완의 철도
- 타이완 철로관리국